# Hubert Joseph Boijens
Hubert Joseph Boijens (Schinnen, 30 januari 1904 – Eygelshoven, 29 mei 1969) was een Nederlands politicus.
Hij werd geboren als zoon van Jan Hubert Boijens (1860-1937, landbouwer) en Maria Josepha Petri (1870-1942). Hij was volontair bij de gemeentesecretarie van Spaubeek voor hij aan de Rijksuniversiteit Utrecht rechten ging studeren. Hij is daar in 1930 afgestudeerd en was volontair bij de gemeente Sittard voor hij midden 1932 benoemd werd tot burgemeester van Vlodrop. Twee jaar later volgde zijn benoeming tot burgemeester van Eygelshoven. In mei 1940 liet Boijens alle richtingsborden in zijn gemeente verwijderen en op 12 mei 1940 werd hij door de Wehrmacht gearresteerd omdat hij weigerde die terug te zetten. Toen hij werd voorgeleid aan generaal Friedrich Paulus (later bekend van de Slag om Stalingrad) gaf deze hem gelijk en liet hem gaan. Vanaf november van dat jaar was hij een half jaar opgesloten vanwege 'Deutschfeindlich' gedrag. In 1941 volgde ontslag waarop een NSB'er daar burgemeester werd. Na de bevrijding in 1944 keerde Boijens terug als burgemeester van Eygelshoven, waar hij onder andere in 1963 initiatiefnemer was van 's lands eerste moderne bejaardenhuis, het Sociaal Centrum voor bejaarden en alleenstaanden, waar de toen moderne opvatting in de praktijk gebracht werd "dat bejaarden midden in de gemeenschap thuishoren". Eind januari 1969 was er een officieel afscheid voor hem gepland in verband met zijn pensionering maar vanwege gezondheidsproblemen kon hij daar zelf niet bij aanwezig zijn. Enkele maanden later overleed hij op 65-jarige leeftijd. Boijens werd gedecoreerd tot ridder in de Orde van Oranje Nassau. In Eygelshoven is naar hem de 'Boijensstraat' vernoemd, zoals ook het Burgemeester Boijensbos.